# Війна Калібана
Війна Калібана — науково-фантастичний роман Джеймса С. А. Корі (псевдонім Деніела Абрагама і Тая Франка) 2012 року. Розповідається про конфлікт у Сонячній системі, в який залучені Земля, Марс, Пояс астероїдів і зовнішні планети, а також потужний заземний біологічний зонд фон Неймана. Друга книга в серії «The Expanse», їй передувала «І прокинеться Левіафан». Третя книга, «Abaddon's Gate», була випущена в червні 2013 року. Одне з восьми оповідань і повістей, опублікованих Джеймсом С. А. Корі, під назвою «Боги ризику», відбувається безпосередньо після подій «війни Калібана». Екранізовано в телесеріалі «Простір». Номіновано на премію «Локус» за найкращий науково-фантастичний роман.

## Зміст
На Ганімеді чотирирічну Мей Менг із імунодефіцитом забирає з дошкільного закладу її лікар, який має на це повноваження. Дівчинці сказали, що її везуть до матері, натомість привели до лабораторії. І після того, як їй показали гротескно перетворену людину чоловічої статі в прозорому чані, вона почала кричати.
Кілька годин потому земні та марсіанські космічні десантники, які охороняли свої житлові капсули на поверхні Місяця, зазнають нападу та без особливих зусиль убиті гуманоїддним інопланетним суперсолдатом, непроникним для їхньої зброї. Сержант-стрілець Роберта «Боббі» Дрейпер, марсіанський морський піхотинець, єдина, хто вижив. Інцидент прискорює масштабну війну між Землею та Марсом, які звинувачують один одного в нападі, це кидає Ганімед у хаос. Батько Мей, Праксидек «Пракс» Мен — ботанік. Робота всього його життя була знищена внаслідок руйнування під час битви. Пракс безрезультатно шукає свою доньку поміж швидкого суспільного розпаду.
Після інциденту з Еросом екіпаж «Росінанта» виконував контрактну роботу для OPA. Їм доручено доставити вантажі допомоги на Ганімед. Перебуваючи на Місяці, Голден придушує харчове обмеження. Пракс впізнає його і просить допомогти знайти дочку. Екіпаж «Росінанта» погоджується і може відстежити її та викрадачів до одного з багатьох давно забутих тунелів на Місяці. Голден, Пракс і корабельний механік Амос Бертон виявляють секретну лабораторію. Під час перестрілки з охороною лабораторії вони випадково звільняють ще одного інопланетного солдата, який вбиває кількох співробітників лабораторії. Після битви екіпаж знаходить залишки протомолекули та тіло друга Мей, якого також лікував лікар від імунодефіциту. Увійшовши в центр лабораторії, вчені, що залишилися, забирають групу полонених і евакуюють з поверхні Місяця. Перш ніж команда «Росінанта» зможе детальніше дослідити лабораторію, щоб визначити, що там робиться, спалах стрілянини між Землею та Марсом призводить до бомбардування поверхні Місяця. Коли навколо них починається хаос, Голден, Амос і Пракс тікають на «Росінант» й залишають Ганімед.
Тим часом, після госпіталізації, але все ще страждаючи від нелікованого ПТСР, Боббі привозять на мирні переговори між Землею та Марсом. Це має відбутися на Землі, Боббі має свідчити щодо нападу інопланетян на Ганімед. Вона грубо порушує дипломатичний протокол і була звільнена марсіанською делегацією. Але натомість її найняла Крісджен Авасарала, лідер переговорів ООН. ООН сильно розколота між різними фракціями, які змагаються за владу. Авасарала пояснює, що Боббі не пов'язана з іншими діячами ООН і тому є відносно надійним джерелом. Боббі робить висновок, що помічник Авасарали передає інформацію про її дії низці політичних опонентів, включаючи адмірала ООН Нгуєна та заступника міністра Еррінрайта. Авасарала здогадується, що фракція Нгуєна намагається перешкодити їй розібратися в подіях на Ганімеді. І що вони повинні нести відповідальність за напади інопланетних солдатів. Ці політичні опоненти доручають Авасаралі вирушити на Ганімед космічною яхтою, що належить бізнес-магнату Жулю-П'єру Мао, з уявною місією «допомоги». Хоча це очевидно ледь прихована спроба усунути її з політичного поля на деякий час, а також показує, що фракція Нгуєна працює разом з Мао для досягнення якоїсь невідомої мети, Авасарала безсила відмовити. Вона бере з собою Боббі як охоронця.
По дорозі на станцію Тихо екіпаж «Росінанта» виявляє інопланетного солдата, який сховався в їхньому вантажному відсіку. Вони змогли виманити істоту за допомогою радіоактивної приманки, перш ніж ліквідувати її газовими струменями корабля. «Росінанта» пошкоджено під час зіткнення, але команда дізналася багато про інопланетні творіння. Голден протистоїть Фреду Джонсону, який, на його думку, контролює єдиний інший зразок протомолекули, а тому повинен нести відповідальність за лабораторію. Джонсон заперечує будь-яку причетність до інциденту на Ганімеді та швидко звільняє команду Голдена за сумнів у його владі. Тепер, не маючи фінансової підтримки OPA, знімальна група допомагає Праксу опублікувати відео з проханням про допомогу в пошуках Мей, зібравши достатньо грошей для продовження пошуків. Пракс отримує повідомлення від когось, хто впізнає «лікаря» Мей, який забрав її з дошкільного закладу, який насправді був співробітником «Протогена». Він робить висновок, що інопланетні солдати створюються на базі на Іо. Відремонтувавши «Росінант», вони вирішили повернути Мей.
Опинившись на борту яхти, Авасарала дізнається, що адмірал Нгуєн і Еррінрайт послали флот, щоб перехопити та знищити «Росінант». І що марсіанський флот також рухається, щоб стежити за ситуацією. Екіпаж яхти заважає їй попередити Голдена, стверджуючи, що системи зв'язку зламані. Зрозумівши, що Мао наказав їм не дати їй зв'язатися з «Росінантом», Авасарала змушує Боббі використати нелегальну зброю і взяти під контроль корабель. Авасарала надсилає попередження Голдену, і вони з Боббі сідають на борт швидкісного човника, щоб зустрітися з «Росінантом» до того, як військові флоти досягнуть їх.
Команда Голдена, Авасарала та Боббі діляться знаннями про інопланетних солдатів. Вони збирають усі частини разом і визначають, що інопланетні солдати є біологічною зброєю, створеною Жулем-П'єром Мао за допомогою протомолекул на людях з імунодефіцитом. Мао продав озброєні творіння протомолекул тому, хто запропонував найвищу ціну (фракція вигнанців в уряді ООН на чолі з Нгуєном і Еррінрайтом). Боббі та Авасарала переконують марсіанський флот допомогти захистити «Росінант», і разом вони знищують флот Нгуєна.
Авасарала надсилає все, що дізналася, своїм довіреним особам в ООН, аби запобігти тотальній війні. Генеральний секретар ООН, який не знав про змову щодо біологічниї зброї, заарештовує Еррінрайта. Сили Нгуєна, відмовляючись здаватися, рухаються до Іо, щоб захистити базу, де створені інопланетні солдати. Кульмінацією стає масштабна космічна битва між силами Нгуєна та спільним марсіанським флотом і флотом ООН. Битва закінчується перемогою марсіан і сил ООН. Знаючи, що він програв, Нгуєн наказує лабораторії запустити ракети з інопланетними солдатами на Марс. Вбачаючи загрозу мільярдам життів, Голден проникає на флагман Нгуєна, вбиває його та вмикає транспондери ракет, щоб їх було можливим безпечно знищити.
«Росінант» приземляється на базі Іо, де Амос і Пракс рятують Мей — разом з іншими дітьми із імунодефіцитом, а Боббі вбиває останнього інопланетного солдата, використовуючи знання про його можливості. Екіпаж повертається на Місяць, де відповідальні за проєкт інопланетних солдатів, зокрема Мао та Еррінрайт, постають перед судом. Авасаралу підвищують, Пракса наймають для спостереження за відновленням Ганімеда, Боббі повертається на Марс, а «Росінант» починає працювати за контрактом, тепер не пов'язаний з OPA.
Протомолекула завершує збірку власної структури на Венері. Мегаструктура запускається з планети, подорожуючи в глибокий космос з невідомою метою. Поки Голден відпочиває на «Росінанті», детектив Джо Міллер з'являється перед ним через півтора року після його очевидної смерті та каже, що вони повинні поговорити.